# ماتوس بوبنیک
ماتوس بوبنیک (انگلیسی: Matúš Bubeník؛ زادهٔ ۱۴ نوامبر ۱۹۸۹) ورزشکار پرش ارتفاع اهل اسلواکی است.